# 501 (numero)
Cinquecentouno (501) è il numero naturale dopo il 500 e prima del 502.

## Proprietà matematiche
- È un numero dispari.
- È un numero composto con 4 divisori: 1, 3, 167, 501. Poiché la somma dei suoi divisori (escluso il numero stesso) è 171 < 501, è un numero difettivo.
- 501 è la somma dei primi diciotto numeri primi.
- È un numero palindromo nel sistema di numerazione posizionale a base 9 (616) e in quello a base 20 (151).
- È un numero semiprimo.
- È un numero colombiano nel sistema numerico decimale.
- È un numero congruente.
- È parte delle terne pitagoriche (501, 668, 835), (501, 13940, 13949), (501, 41832, 41835), (501, 125500, 125501).

## Astronomia
- 501 Urhixidur è il nome di un asteroide della fascia principale del sistema solare; il nome deriva da un personaggio del romanzo Auch Einer, pubblicato nel 1879 dal filosofo tedesco Friedrich Theodor Vischer.
- NGC 501 è una galassia ellittica della costellazione dei Pesci.

## Astronautica
- Cosmos 501 è un satellite artificiale russo.

## Autovetture
501 è il nome dato ad alcune autovetture da alcune case automobilistiche alle proprie autovetture. 
- BMW 501;
- Fiat 501.

## Veicoli militari
- Breda 501, è stato un autocannone blindato italiano.
- Schwere Panzerabteilung 501 comunemente abbreviato in s.Pz.Abt. 501 fu una delle prime unità di corazzati pesanti dell'esercito tedesco.

## Telecomunicazioni
+501 è il prefisso telefonico internazionale del Belize.